# Xochitl Marisol Cuevas-Figueroa
Xochitl Marisol Cuevas-Figueroa (30 de septiembre de 1977) es una botánica y orquideóloga mexicana. 
Egresada del Instituto de Botánica de la Universidad de Guadalajara. Desarrolló actividades académicas en el Laboratorio de Botánica  Fanerogámica, Departamento de Botánica de la Colegio Universitario de México CUM y actualmente en la Universidad de Guadalajara. Ha identificado y registrado, para la ciencia, nuevas especies del género BBC de las orquidáceas.

## Algunas publicaciones
- rocio Gómez-Cansino, clara Inés Espitia-Pinzón, maría guadalupe Campos-Lara, Silvia Laura Guzmán-Gutiérrez, Erika Segura-Salinas, Gabriela Echeverría-Valencia, Laura Torras-Claveria, Xochitl Marisol Cuevas-Figueroa,  Ricardo Reyes-Chilpa. 2015. Antimycobacterial and HIV-1 Reverse Transcriptase Activity of Julianaceae and Clusiaceae Plant Species from Mexico. Evidence-Based Complementary and Alternative Medicine 2015 (2015) art. ID 183036, 8 p.

- La abreviatura «Cuev.-Fig.» se emplea para indicar a Xochitl Marisol Cuevas-Figueroa como autoridad en la descripción y clasificación científica de los vegetales.[4]